# Championnat de Finlande de hockey sur glace 2002-2003
Saison précédente Saison suivante
La saison 2002-2003 est la vingt-huitième saison de la SM-Liiga. La saison régulière a débuté le 17 septembre 2002 et s'est conclue le 9 mars 2003 sur la victoire du HPK Hämeenlinna.
En finale des séries éliminatoires, le Tappara Tampere remporte le titre de champion de Finlande en battant le Kärpät Oulu 3 matchs à 0.

## Déroulement
Les treize équipes de la division élite jouent chacune un total de 56 matchs lors de la saison régulière répartis en 4 confrontations directes avec chacune des autres équipes, deux à domicile et deux à l'extérieur et huit matchs « bonus ». Une victoire rapporte deux points, un match nul ou une  défaite en prolongation un point et une défaite dans le temps règlementaire aucun point. À l'issue de la saison régulière, les huit meilleures équipes sont qualifiées pour les séries. La ligue étant une ligue « fermée », aucune équipe n'est promue de la division inférieure et aucune équipe n'est reléguée à l'issue de la saison.

## Saison régulière

### Classement
|    | Équipe             | PJ | V  | N  | DP | D  | BP  | BC  | Diff | Pts |
| -- | ------------------ | -- | -- | -- | -- | -- | --- | --- | ---- | --- |
| 1  | HPK Hämeenlinna    | 56 | 39 | 7  | 2  | 10 | 209 | 125 | +84  | 87  |
| 2  | Jokerit Helsinki   | 56 | 35 | 6  | 0  | 15 | 154 | 108 | +46  | 76  |
| 3  | Kärpät Oulu        | 56 | 32 | 8  | 1  | 16 | 187 | 141 | +46  | 73  |
| 4  | Blues Espoo        | 56 | 27 | 10 | 4  | 19 | 166 | 145 | +21  | 68  |
| 5  | Tappara Tampere    | 56 | 29 | 5  | 2  | 22 | 156 | 119 | +37  | 65  |
| 6  | JYP Jyväskylä      | 56 | 28 | 7  | 2  | 21 | 152 | 146 | +6   | 65  |
| 7  | HIFK               | 56 | 23 | 9  | 2  | 24 | 177 | 165 | +12  | 57  |
| 8  | TPS Turku          | 56 | 24 | 6  | 2  | 26 | 138 | 138 | 0    | 56  |
| 9  | Lukko Rauma        | 56 | 21 | 8  | 5  | 27 | 130 | 153 | -23  | 55  |
| 10 | Ässät Pori         | 56 | 19 | 8  | 4  | 29 | 125 | 154 | -29  | 50  |
| 11 | SaiPa Lappeenranta | 56 | 19 | 6  | 4  | 31 | 134 | 172 | -38  | 48  |
| 12 | Pelicans Lahti     | 56 | 15 | 2  | 4  | 35 | 120 | 182 | -62  | 36  |
| 13 | Ilves Tampere      | 56 | 10 | 4  | 5  | 42 | 111 | 211 | -100 | 29  |

### Meilleurs pointeurs
Cette section présente les meilleurs pointeurs de la saison régulière.
| #  | Joueur          | Équipe          | PJ | B  | A  | Pts |
| -- | --------------- | --------------- | -- | -- | -- | --- |
| 1  | Tomáš Kucharčík | HPK Hämeenlinna | 52 | 28 | 27 | 55  |
| 2  | Jan Čaloun      | Blues Espoo     | 46 | 22 | 33 | 55  |
| 3  | Tommi Santala   | HPK Hämeenlinna | 50 | 13 | 38 | 51  |
| 4  | Antti Miettinen | HPK Hämeenlinna | 53 | 25 | 25 | 50  |
| 5  | Timo Pärssinen  | HIFK            | 55 | 16 | 31 | 47  |
| 6  | Marek Židlický  | HIFK            | 54 | 10 | 37 | 47  |
| 7  | Éric Perrin     | JYP Jyväskylä   | 56 | 18 | 28 | 46  |
| 8  | Eero Somervuori | HPK Hämeenlinna | 56 | 21 | 24 | 45  |
| 9  | Ján Pardavý     | HPK Hämeenlinna | 52 | 17 | 27 | 44  |
| 10 | Brett Lievers   | Kärpät Oulu     | 56 | 18 | 25 | 43  |

### Meilleurs gardiens de but
Cette section présente les meilleurs gardiens, classés en fonction du pourcentage d'arrêts et qui ont moins joué 20 matchs en saison régulière.
| # | Gardien          | Équipe           | PJ | BL | %Arr    |
| - | ---------------- | ---------------- | -- | -- | ------- |
| 1 | Teemu Lassila    | TPS Turku        | 21 | 6  | 92,90 % |
| 2 | Niklas Bäckström | Kärpät Oulu      | 36 | 4  | 92,87 % |
| 3 | Kari Lehtonen    | Jokerit Helsinki | 45 | 5  | 92,80 % |
| 4 | Juha Pitkämäki   | Ilves Tampere    | 24 | 2  | 92,54 % |
| 5 | Mika Lehto       | JYP Jyväskylä    | 27 | 3  | 92,41 % |

## Séries éliminatoires

### Tableau final
Les quarts-de-finale se jouent au meilleur des sept rencontres, les demi-finales et la finale au meilleur des 5 matchs et le match pour la troisième place se joue en une seule rencontre.
|  | Quarts de finale | Quarts de finale |                  |                 | Demi-finales           | Demi-finales |  |  | Finale           | Finale |
|  | Quarts de finale | Quarts de finale |                  |                 | Demi-finales           | Demi-finales |  |  | Finale           | Finale |
|  |                  |                  |                  |                 |                        |              |  |  |                  |        |
|  |                  |                  |                  |                 |                        |              |  |  |                  |        |
|  |                  |                  |                  |                 |                        |              |  |  |                  |        |
|  | HPK Hämeenlinna  | 4                |                  |                 |                        |              |  |  |                  |        |
|  | HPK Hämeenlinna  | 4                |                  |                 |                        |              |  |  |                  |        |
|  | TPS Turku        | 3                |                  |                 |                        |              |  |  |                  |        |
|  | TPS Turku        | 3                | HPK Hämeenlinna  | 2               |                        |              |  |  |                  |        |
|  |                  |                  | HPK Hämeenlinna  | 2               |                        |              |  |  |                  |        |
|  |                  | Tappara Tampere  | 3                |                 |                        |              |  |  |                  |        |
|  | Blues Espoo      | Tappara Tampere  | 3                | 3               |                        |              |  |  |                  |        |
|  | Blues Espoo      |                  |                  | 3               |                        |              |  |  |                  |        |
|  | Tappara Tampere  | 4                |                  |                 |                        |              |  |  |                  |        |
|  | Tappara Tampere  | 4                | Tappara Tampere  | 3               |                        |              |  |  |                  |        |
|  |                  |                  | Tappara Tampere  | 3               |                        |              |  |  |                  |        |
|  |                  | Kärpät Oulu      | 0                |                 |                        |              |  |  |                  |        |
|  | Jokerit Helsinki | Kärpät Oulu      | 0                | 4               |                        |              |  |  |                  |        |
|  | Jokerit Helsinki |                  |                  | 4               |                        |              |  |  |                  |        |
|  | HIFK             | 0                |                  |                 |                        |              |  |  |                  |        |
|  | HIFK             | 0                | Jokerit Helsinki | 2               |                        |              |  |  |                  |        |
|  |                  |                  | Jokerit Helsinki | 2               | Match pour la 3e place |              |  |  |                  |        |
|  |                  | Kärpät Oulu      | 3                |                 |                        |              |  |  |                  |        |
|  | Kärpät Oulu      | Kärpät Oulu      | 3                | 4               |                        |              |  |  |                  |        |
|  | Kärpät Oulu      |                  |                  | 4               |                        |              |  |  |                  |        |
|  | JYP Jyväskylä    | 3                |                  | HPK Hämeenlinna | 1                      |              |  |  |                  |        |
|  | JYP Jyväskylä    | 3                |                  | HPK Hämeenlinna | 1                      |              |  |  |                  |        |
|  |                  |                  |                  |                 |                        |              |  |  | Jokerit Helsinki | 0      |
|  |                  |                  |                  |                 |                        |              |  |  | Jokerit Helsinki | 0      |

### Détail des scores
Quarts-de-finale
| Équipe          | Score | Équipe          | Note                 |
| --------------- | ----- | --------------- | -------------------- |
| HPK Hämeenlinna | 1-2   | TPS Turku       | (0-1, 0-1, 1-0)      |
| TPS Turku       | 1-3   | HPK Hämeenlinna | (1-1, 0-2, 0-0)      |
| HPK Hämeenlinna | 2-3   | TPS Turku       | (0-0, 2-0, 0-2, 0-1) |
| TPS Turku       | 4-0   | HPK Hämeenlinna | (1-0, 2-0, 1-0)      |
| HPK Hämeenlinna | 3-1   | TPS Turku       | (0-0, 1-1, 2-0)      |
| TPS Turku       | 0-7   | HPK Hämeenlinna | (0-2, 0-2, 0-3)      |
| HPK Hämeenlinna | 6-1   | TPS Turku       | (0-0, 3-0, 3-1)      |

| Équipe          | Score | Équipe          | Note                 |
| --------------- | ----- | --------------- | -------------------- |
| Blues Espoo     | 4-1   | Tappara Tampere | (1-0, 0-1, 3-0)      |
| Tappara Tampere | 2-4   | Blues Espoo     | (0-3, 1-0, 1-1)      |
| Blues Espoo     | 2-3   | Tappara Tampere | (2-1, 0-0, 0-1, 0-1) |
| Tappara Tampere | 4-1   | Blues Espoo     | (1-0, 2-1, 1-0)      |
| Blues Espoo     | 4-3   | Tappara Tampere | (0-2, 2-1, 1-0, 1-0) |
| Tappara Tampere | 2-0   | Blues Espoo     | (1-0, 1-0, 0-0)      |
| Blues Espoo     | 1-2   | Tappara Tampere | (0-0, 0-0, 1-1, 0-1) |

| Équipe           | Score | Équipe           | Note            |
| ---------------- | ----- | ---------------- | --------------- |
| Jokerit Helsinki | 2-1   | HIFK Heksinki    | (1-1, 1-0, 0-0) |
| HIFK             | 2-4   | Jokerit Helsinki | (1-1, 0-1, 1-2) |
| Jokerit Helsinki | 5-2   | HIFK Heksinki    | (3-2, 1-0, 1-0) |
| HIFK             | 1-4   | Jokerit Helsinki | (0-1, 1-0, 0-3) |

| Équipe        | Score | Équipe        | Note                 |
| ------------- | ----- | ------------- | -------------------- |
| Kärpät Oulu   | 2-5   | JYP Jyväskylä | (2-3, 0-0, 0-2)      |
| JYP Jyväskylä | 1-4   | Kärpät Oulu   | (0-1, 1-3, 0-0)      |
| Kärpät Oulu   | 2-3   | JYP Jyväskylä | (2-0, 0-1, 0-1, 0-1) |
| JYP Jyväskylä | 4-2   | Kärpät Oulu   | (2-1, 1-0, 1-1)      |
| Kärpät Oulu   | 6-2   | JYP Jyväskylä | (2-0, 1-1, 3-1)      |
| JYP Jyväskylä | 1-4   | Kärpät Oulu   | (1-2, 0-0, 0-2)      |
| Kärpät Oulu   | 3-1   | JYP Jyväskylä | (1-0, 0-1, 2-0)      |

Demi-finales
| Équipe          | Score | Équipe          | Note                 |
| --------------- | ----- | --------------- | -------------------- |
| HPK Hämeenlinna | 3– 2  | Tappara Tampere | (0-0, 1-0, 1-2, 1-0) |
| Tappara Tampere | 2-1   | HPK Hämeenlinna | (0-0, 1-0, 1-1)      |
| HPK Hämeenlinna | 3– 2  | Tappara Tampere | (0-2, 2-0, 0-0, 1-0) |
| Tappara Tampere | 2-1   | HPK Hämeenlinna | (1-0, 0-1, 0-0, 1-0) |
| HPK Hämeenlinna | 2-4   | Tappara Tampere | (1-0, 0-3, 1-1)      |

| Équipe           | Score | Équipe           | Note            |
| ---------------- | ----- | ---------------- | --------------- |
| Jokerit Helsinki | 1-0   | Kärpät Oulu      | (0-0, 1-0, 0-0) |
| Kärpät Oulu      | 4-2   | Jokerit Helsinki | (3-0, 1-2, 0-0) |
| Jokerit Helsinki | 3-0   | Kärpät Oulu      | (0-0, 1-0, 2-0) |
| Kärpät Oulu      | 2-1   | Jokerit Helsinki | (0-0, 1-1, 1-0) |
| Jokerit Helsinki | 0-3   | Kärpät Oulu      | (0-0, 0-1, 0-2) |

Match pour la troisième place
| Équipe          | Score | Équipe           | Note            |
| --------------- | ----- | ---------------- | --------------- |
| HPK Hämeenlinna | 3-0   | Jokerit Helsinki | (3-0, 0-0, 0-0) |

Finale
| Équipe          | Score | Équipe          | Note                           |
| --------------- | ----- | --------------- | ------------------------------ |
| Kärpät Oulu     | 2-3   | Tappara Tampere | (1-1, 0-1, 1-0, 0-1)           |
| Tappara Tampere | 3-0   | Kärpät Oulu     | (0-0, 1-0, 2-0)                |
| Kärpät Oulu     | 3-4   | Tappara Tampere | (1-0, 2-3, 0-0, 0-0, 0-0, 0-1) |

## Trophées et récompenses
| Kanada-malja : Champion de Finlande                            | Tappara Tampere                    |
| Kultainen kypärä : Meilleur joueur élu par ses pairs           | Antti Miettinen (HPK Hämeenlinna)  |
| Trophée Kalevi-Numminen : Meilleur entraîneur                  | Jukka Rautakorpi (Tappara Tampere) |
| Trophée Jarmo-Wasama : Meilleur joueur recrue                  | Toni Söderholm (HIFK)              |
| Trophée Matti-Keinonen : Meilleur ratio +/-                    | Lasse Kukkonen (Kärpät Oulu)       |
| Trophée Raimo-Kilpiö : Joueur le plus fair-play                | Ville Peltonen (Jokerit Helsinki)  |
| Trophée Urpo-Ylönen : Meilleur gardien de but                  | Kari Lehtonen (Jokerit Helsinki)   |
| Trophée Pekka-Rautakallio : Meilleur défenseur                 | Marko Tuulola (HPK Hämeenlinna)    |
| Trophée Aarne-Honkavaara : Meilleur buteur                     | Tomáš Kucharčík (HPK Hämeenlinna)  |
| Trophée Veli-Pekka-Ketola : Meilleur pointeur                  | Tomáš Kucharčík (HPK Hämeenlinna)  |
| Trophée Lasse-Oksanen : Meilleur joueur de la saison régulière | Antti Miettinen (HPK Hämeenlinna)  |
| Trophée Jari-Kurri : Meilleur joueur des séries éliminatoires  | Esa Pirnes (Tappara Tampere)       |